# Zhoukoudian
Zhoukoudian ili Choukoutien (kineski: 周口店; pinyin: Zhōukǒudiàn; čita se "Čoukotijen") je sustav špilja 42 km jugozapadno od Pekinga (Kina), koji je najpoznatiji kao nalazište Pekinškog čovjeka, ali i brojnih ostataka Divovske hijene (Pachycrocuta), koji su živjeli na ovom području prije oko 750.000-200.000 godina (pleistocen), ali i paleolitskih nalaza Homo sapiensa od 18.000 do 11.000. pr. Kr.
Zhoukoudian je već 1921. godine istraživao švedski geolog Johan Gunnar Andersson, a 1923. godine je u talogu špilje Otto Zdansky pronašao zube hominida. God. 1926., kineski arheolog Pei Wen Zhong je pronašao i cijelu lubanju koja je pobudila veliko svjetsko zanimanje, čemu su osobito pridonijela djela P. T. de Chardina. Do tada prihvaćena kronologija početaka ljudske povijesti je srušena ovim otkrićem, jer se pokazalo kako Homo erectusa pekinensis, koji je živio u srednjem pleistocenu, 700.000-200.000 godina prije modernih vremena, nije ovladao vatrom ali se koristio velikim brojem malog kamenog oruđa. Uzastopna iskopavanja u špilji i oko nje donijeli su na vidjelo velik broj nepotpunih ljudskih kostiju koje su, nakon što je pokazala antropološka studija, pripadala 45 različitih pojedinaca.
Pronađeno je oko 100.000 predmeta (u biti poprilično grubo sitnog kamenog oruđa, brojni tragovi domaćeg ognjišta, kamenja promijenjenog vatrom, spaljenih kostiju, pepela ostataka, itd.) kao i okamenjene žitarice. Nedaleko od glavnog nalazišta, otkriveno je kako druga špilja sadrži ostatke Homo sapiensa iz oko 18.000-11.000 prije Krista, zajedno s velikom količinom drugih materijala: ogrlice izrađene od zuba, probodenih školjaka i oblutaka, koštane igle, itd.
Nažalost, Drugi kinesko-japanski rat, koji je započeo 1937. godine, prekinuo je iskopavanja s katastrofalnim posljedicama: ostaci Pekinškog čovjeka otkriveni prije tog datuma bili su raspršeni ili izgubljeni. Samo odljevi izloženi u muzeju lokaliteta su sačuvani, kao i neki izolirani fragmenti u Švedskoj.
Iskapanjima koje su nakon Drugog svjetskog rata izveli arheolozi Narodne Republike Kine su dijelom nadoknadili te gubitke otkrićem cijele čeljusti (1959.) i nekoliko elemenata lubanje (1966.). U isto vrijeme, druga otkrića hominida u Kini (Lantianski čovjek, pronađen 1963. – 64. u provinciji Shaanxi, te Yuanmou čovjek, pronađen 1965. u provinciji Yunnan) otkrila su kako je pekinški čovjek živio u isto vrijeme kad i oni ili kasnije. 
Lokalitet Zhoukoudian je ne samo izvrstan podsjetnik prapovijesnih ljudskih društava u Aziji, nego i jedinstven pokazatelj procesa evolucije čovjeka. Zbog toga je upisan na UNESCO-ov popis mjesta svjetske baštine u Aziji i Oceaniji 1987. godine.
- Gornja špilja 1.
- Muzej s bistom pekinškog čovjeka na ulazu
- Rekonstrukcije pronađenih lubanja
- Rekonstrukcija lubanje sastavljena od ostataka četiri osobe

## Vanjske poveznice
- Svjetska baština pekinškog čovjeka u Zhoukoudianu (engl.)
- Turistički vodič Zhoukoudiana
- Nova nalazišta kod Pekinga na službenim stranicama UNESCO-a, 21. lipnja 2005. (engl.)
- Panofotografije Zhoukoudian nalazišta  Arhivirana inačica izvorne stranice od 12. kolovoza 2011. (Wayback Machine)